# Tvarutjärnen, Västerbotten
Tvarutjärnen är en sjö i Umeå kommun i Västerbotten och ingår i Sävarån-Tavelåns kustområde. Sjön har en area på 0,117 kvadratkilometer och ligger 88 meter över havet. Sjön avvattnas av vattendraget Tvarutjärnsbäcken.

## Delavrinningsområde
Tvarutjärnen ingår i det delavrinningsområde (710488-172302) som SMHI kallar för Vid Q i Län punkt. Medelhöjden är 85 meter över havet och ytan är 8,09 kvadratkilometer. Det finns inga avrinningsområden uppströms utan avrinningsområdet är högsta punkten. Tvarutjärnsbäcken som avvattnar avrinningsområdet har biflödesordning 2, vilket innebär att vattnet flödar genom totalt 2 vattendrag innan det når havet efter 23 kilometer. Avrinningsområdet består mestadels av skog (78 procent) och sankmarker (11 procent). Avrinningsområdet har 0,12 kvadratkilometer vattenytor vilket ger det en sjöprocent på 1,4 procent.